# 藤原啓
藤原 啓（ふじわら けい、1899年2月28日 - 1983年11月12日）は日本の陶芸家。本名は敬二。同じく陶芸家の藤原雄は長男、藤原敬介は次男。岡山県名誉県民。1970年に人間国宝に認定。

## 略歴
岡山県備前市穂浪（当時の和気郡伊里村穂浪）出身。農業藤原伊三郎、世為の三男として生まれる。
少年期から俳句や小説の才能を発揮しており、1915年に博文館が手がける『文章世界』に応募した短編が1等を獲得する。これを機に1919年に上京し博文館編集部に勤務、『文章世界』の編集を担当する。同郷の正宗白鳥、徳富蘆花の影響を強く受け詩の執筆も始める。そのかたわら早稲田大学英文科の聴講生となり、ロシア・ドイツ文学やシェイクスピアを学ぶが1年あまりで中退。その後は川端洋画研究所に通い、3年間デッサンを学んでいる。1922年、詩集『夕の哀しみ』を出版。1928年には『ハイネの訳詩集』（生田春月との共著）を新潮社より出版。博文館の『婦人之国』の編集などにも携わった。1930年、博文館を辞め作家として独立するが、自己の文学に限界を感じ強度の精神衰弱に陥る。
1937年、文学を断念し帰郷。翌1938年、近隣に住む正宗白鳥の弟で万葉学者の敦夫の勧めで、三村梅景に師事し備前陶芸の道を歩み始める。当時40歳という遅いスタートであるが、1948年に国認定の技術保存資格者（丸技）の資格（備前焼では他に金重陶陽、山本陶秀のみ）を受けたのを機に作陶への生涯を決意する。金重陶陽や北大路魯山人らからも指導を受け、技術向上に邁進した。特に金重陶陽が先駆となった古備前復興の継承に尽力。桃山古備前の技法を基礎にしながらも、窯の中での自然の変容を生かした近代的な造形が特徴である。師である金重とは対照的で素朴で大らかな作品が、古くから受け継がれた備前焼の新たな展開を示し、後進へ大きな影響を与えた。
1954年、魯山人の斡旋で日本橋髙島屋にて個展を開く。同年、岡山県指定無形文化財「備前焼」保持者に認定。1958年には日本工芸理事に就任。1962年プラハ国際陶芸賞を受賞した。
1970年4月25日、重要無形文化財「備前焼」保持者に認定。1972年、勲四等旭日章を受章。1976年には備前市名誉市民となる。同年備前市には財団法人藤原啓記念館が設立されており、藤原啓自身の作品や数々の古備前を展示している。
1983年、肝臓ガンのため岡山大学付属病院にて逝去。同日、勲三等瑞宝章を受章した。

## 藤原啓記念館
岡山県備前市にあるFAN美術館内にある。藤原啓の他に、藤原雄などの作品を展示。

## 著書・作品集
- 『備前』研光社 1969
- 『藤原啓備前作品集』講談社 1973
- 『カラー日本のやきもの 7　備前』淡交社 1974
- 『藤原啓自選作品集』朝日新聞社 1981
- 『藤原啓の世界』山陽新聞社 c1982
- 『土のぬくもり』日本経済新聞社 1983
- 『備前藤原啓』山陽新聞社, 1984
- 『日本のやきもの 5 備前』藤原雄共著 淡交社, 1985